# Одиссея (фильм)
«Одиссея» (фр. L'Odyssée) — французский биографический приключенческий кинофильм режиссёра Жерома Салля о жизни Жака-Ива Кусто, его семьи и команды. Премьера фильма в России состоялась 1 декабря 2016 года.

## Сюжет
Фильм рассказывает о капитане, который мечтает исследовать Мировой океан и изобретает акваланг — аппарат для свободного дыхания под водой. Набрав команду единомышленников, капитан решает отправиться в путь.
В фильме показаны события, происходившие в жизни семьи Кусто после Второй мировой войны. Отставной военный лётчик Ж.-И. Кусто приобретает списанный военный минный тральщик «Калипсо», на котором отправляется изучать океан. Он мечтает покорить и сделать доступной для человечества новую среду обитания — океан, в котором будет жить новый вид людей, способных дышать под водой. Но капитана постоянно преследуют финансовые трудности и в итоге его планам суждено сбыться лишь частично — он открывает для людей новый безмолвный мир, который показывает в своих фильмах.

## В ролях
- Ламбер Вильсон — Жак-Ив Кусто[3]
- Пьер Нине — Филипп Кусто
- Одри Тоту — Симона Кусто
- Лоран Люка — Филипп Тайле
- Бенжамин Лаверн — Жан-Мишель Кусто
- Венсан Энен — Альбер Фалько
- Рогер Ван Хол — папа
- Хлоя Хиршман — Ян Кусто
- Адам Нилл — Дэвид Уолпер
- Оливье Гальфион — Фредерик Дюма
- Мартен Лоизильон — Анри Пле
- Улиссе Стейн — Филипп Кусто (в детстве)
- Рафаэль де Ферран — Жан-Мишель Кусто (в детстве)
- Хлоя Уильямс — Эжени Кларк

## Съёмки
Съёмки фильма проходили в Антарктиде, Хорватии, Южной Африке и Аргентине.

## Интересные факты
- В основу сценария фильма легла книга, написанная старшим сыном Жака-Ива Кусто и Альбером Фалько, членом его команды.
- Это первый в истории художественный фильм, съёмки которого проходили в Антарктиде.
- Фильм вышел в прокат 1 декабря, в день Антарктики[4]

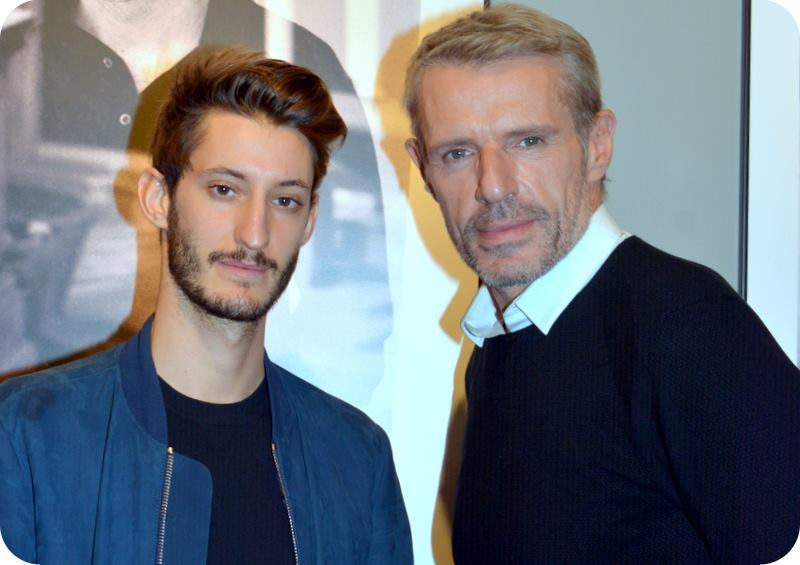
Пьер Нине и Ламбер Вильсон на премьере фильма.

.

## Маркетинг
Трейлер фильма появился в сети 8 сентября 2016 года.